# Greenfield (Contea di Milwaukee, Wisconsin)
Greenfield è un comune degli Stati Uniti, situato in Wisconsin, nella Contea di Milwaukee.